# Chronologie de la bande dessinée américaine
 (janvier 2013).
Si vous disposez d'ouvrages ou d'articles de référence ou si vous connaissez des sites web de qualité traitant du thème abordé ici, merci de compléter l'article en donnant les références utiles à sa vérifiabilité et en les liant à la section « Notes et références ».
Cette chronologie de la bande dessinée américaine présente les principaux événements éditoriaux de l'histoire des comics.

## XIXesiècle
- 1893 : The Little Bears, par James Swinnerton
- 1895 : Yellow Kid, par Richard Felton Outcault (premier phylactère en 1896)
- 1897 : Pim, Pam et Poum, par Rudolph Dirks

## Années 1900
- 1904 : Le petit sammy éternue, par Winsor McCay
- 1905 : Little Nemo in Slumberland par Winsor McCay
- 1907 : Mutt and Jeff, par Bud Fisher. Premier strip quotidien (arrêté en 1982)

## Années 1910
- 1913 : Krazy Kat, par George Herriman
- 1913 : La Famille Illico, par George McManus

## Années 1920
- 1925 : Little Orphan Annie, par Harold Gray
- 1929 : Popeye par Elzie Crisler Segar
- 1929 : sortie du comic-strip Tarzan, adapté du célèbre personnage d'Edgar Rice Burroughs.
- 1929 : sortie du comic-strip Buck Rogers.

## Années 1930
- 1931 : Dick Tracy
- 1933 : Max Gaines, représentant chez l’imprimeur Eastern Color Printing, fabrique un fascicule de seize pages, Funnies on Parade, pour le compte du publicitaire Procter & Gamble[1].
- février 1934 : sortie de Famous Funnies #1, premier comic-book à être vendu directement au public
- mai 1934 : sortie de Famous Funnies #1 (deuxième série), distribué dans les rayons des épiceries et des drogueries[1].
- juillet 1934 : premier numéro de Famous Funnies[1].
- 1935 : première apparition en bande dessinée de Donald Duck dans Une petite poule avisée, Disney
- février 1935 : National Allied Publications (bientôt National Periodicals, puis Detective Comics Inc., puis DC Comics) publie New Fun Comics, considéré comme le premier titre DC et le premier comics a proposé des séries originales[1].
- octobre 1935 : sortie de New Fun Comics #6 (premiers travaux de Jerry Siegel et Joe Shuster, les futurs créateur de Superman), DC Comics
- mars 1937 : sortie du premier numéro de Detective Comics[1].
- 17 octobre 1937 : première apparition de Riri, Fifi et Loulou, les neveux de Donald Duck, Disney
- juin 1938 : sortie de Action Comics n° 1 (première apparition de Superman), DC Comics[1].
- janvier 1939 : début du comic strip Superman[1].
- avril 1939 : Max Gaines et Jack Liebowitz fondent All-American Publications qui publiera Wonder Woman, le Spectre, Green Lantern[1].
- mai 1939 : sortie de Detective Comics n° 27 (première apparition de Batman), DC Comics
- novembre 1939 :
  - sortie de Marvel (Mystery) Comics #1 (première apparition de Human Torch et de Namor), chez Timely, futur Marvel Comics[1].
  - Maurice Coyne, Louis Silberkleit et John L. Goldwater fondent MLJ Comics qui sera rebaptisé Archie Comics[1].
- fin 1939 : sortie de The Spirit Section (supplément BD que Will Eisner prépare pour le Registre-Tribune Syndicate), comprenant les aventures du Spirit, de Lady Luck (en) et de Mister Mystic.

## Années 1940
- janvier 1940 : sortie de Flash Comics #1 (première apparition de Flash et de Hawkman), DC Comics
- août 1940 :première collaboration de Jack Kirby et Joe Simon pour "Red Raven Comics #1" (arrêté après le numéro 1) publié par Timely
- décembre 1940 : sortie de Captain America Comics #1 (première apparition de Captain America, par Joe Simon et Jack Kirby), chez Timely, futur Marvel Comics
- automne 1941 : sortie de Looney Tunes #1 (première apparition des Looney Tunes en bande dessinée)
- décembre 1941 : sortie de All Star Comics #8 (première apparition de Wonder Woman), DC Comics
- juin 1942 : sortie de Crime Does Not Pay #22 (comic-book qui lancera la vague des crime comics), Gleason
- 1945 : premier comics publié par EC comics
- septembre 1947 : sortie de Young Romance #1 (par Joe Simon et Jack Kirby, comic-book qui lancera la vague des romance comics), Prize
- décembre 1947 : sortie de Four Color #178, contenant Noël sur le mont Ours (première apparition de Balthazar Picsou), Disney

## Années 1950
- 1950 : sortie de It rythmes with Lust (par Arnold Drake et dessiné par Matt Baker. Sur-titrée “a picture novel” (“un roman en images”), cette histoire d’amour ressemblait à une BD et à un roman de poche. Publiée en "digest" (petit format), elle est considérée comme l'un des ancêtres de l'actuel "graphic novel")
- avril 1950 : premier numéro de The Crypt of Terror (plus tard renommé en Tales from the Crypt), et de The Vault of Horror premiers comics d'horreur édités par EC Comics.
- novembre 1950 : parution du premier numéro de Two-Fisted Tales, premier comics édité par Harvey Kurtzman.
- 1951 : sortie de Strange Adventures #8, qui contient l'histoire Evolution Plus, The Incredible Story of an Ape with a Human Brain (premier récit lançant la célèbre vogue des singes (savants, volants…) dans les comics de science-fiction), DC Comics
- octobre 1952 : sortie de MAD #1 (magazine parodique et mordant), EC Comics
- printemps 1954 : parution de Seduction of the Innocent (pamphlet du docteur Fredric Wertham, accusant les comics de nourrir homosexualité et délinquance chez les jeunes)
- début 1955 : apposition du sceau du Comics Code Authority sur les couvertures de la plupart des comics publiés à l'époque.
- septembre 1956 : sortie de Showcase #4 (première apparition du deuxième Flash, celui du "Silver Age", qui va relancer la vague des "super-héros"), DC Comics
- septembre 1959 : sortie de Showcase #22 (première apparition du deuxième Green Lantern, celui du "Silver Age"), DC Comics

## Années 1960
- février 1960 : sortie de Brave And The Bold #28 (première apparition de la Ligue de Justice d'Amérique), DC Comics
- novembre 1961 : sortie de Fantastic Four #1 (première apparition des Quatre Fantastiques), Marvel Comics
- mai 1962 : sortie de Incredible Hulk #1 (première apparition de Hulk), Marvel Comics
- août 1962 : sortie de Journey into Mystery #83 (première apparition de Thor), Marvel Comics
- août 1962 : sortie de Amazing Fantasy #15 (première apparition de Spider-Man), Marvel Comics
- mars 1963 : sortie de Tales of Suspense #39 (première apparition d'Iron Man), Marvel Comics
- juillet 1963 : sortie de Strange Tales #110 (première apparition de Docteur Strange), Marvel Comics
- septembre 1963 : sortie de Avengers #1 (première apparition des Vengeurs, regroupant Thor, Iron-Man, Hulk, l'Homme-Fourmi et The Wasp), Marvel Comics
- septembre 1963 : sortie de X-Men #1 (première apparition des X-Men), Marvel Comics
- avril 1964 : sortie de Daredevil #1 (première apparition de Daredevil), Marvel Comics
- mars 1966 : sortie de Fantastic Four #48 (première apparition du Surfer d'Argent), Marvel Comics
- novembre 1967 : sortie de Zap Comix #1 de Robert Crumb (considéré comme le premier comic underground)

## Années 1970
- avril 1970 : sortie de Green Lantern #76 (début de la saga, avec Green Arrow, par Denny O'Neil et Neal Adams : les deux héros explorent l'Amérique et sont confrontés au racisme, aux dérives religieuses, à la drogue…), DC Comics
- octobre 1970 : sortie de Superman's Pal Jimmy Olsen #133 (Jack Kirby quitte Marvel et crée toute une gamme de nouveaux personnages et concepts pour l'éditeur concurrent ; début de la saga qui touchait ainsi à l'univers de Superman), DC Comics
- octobre 1970 : sortie de Conan the Barbarian #1 (adaptation à succès du héros d'héroïc-fantasy de Robert E. Howard. Le dessin est assuré par Barry Smith. John Buscema donne au héros son allure inimitable à partir du #25), Marvel Comics
- janvier 1971 : sortie de Superman #233 (premier numéro supervisé par Julius Schwartz : Clark Kent devient journaliste télé et Superman n'est plus sensible à la kryptonite), DC Comics
- février 1971 : sortie de New Gods #1 (Forever People sort le même mois, et Mister Miracle sera publié dès mars), DC Comics
- mai-juillet 1971 : sortie de Amazing Spider-Man #96-98 (publication d'une intrigue présentant la drogue sous un jour négatif et inquiétant, et ce sans le sceau du Comics Code Authority), Marvel Comics
- juin 1971 : sortie de House of Secrets #92 (première apparition de Swamp Thing), DC Comics
- mars 1973 : sortie de Captain Marvel vol.1, #25 (Mike Friedrich et Jim Starlin reprennent les aventures de Captain Mar-Vell : Starlin développe ses thématiques cosmiques et mystiques), Marvel Comics
- juin 1973 : sortie de Amazing Spider-Man #121 (mort de Gwendoline Stacy, petite amie de Peter Parker alias Spider-Man), Marvel Comics
- février 1974 : sortie de Amazing Spider-Man #129 (première apparition du Punisher), Marvel Comics
- novembre 1974 : sortie de Incredible Hulk #181 (première apparition de Wolverine (Serval en français), Marvel Comics
- août 1975 : après la parution d'un "Giant-size", sortie de Uncanny X-Men #94 (première apparition de la nouvelle équipe dont fait partie Wolverine, et relance du titre, qui s'était déjà arrêté une fois), Marvel Comics
- avril 1976 : L’Homme d’Acier de DC rencontre l’Homme-Araignée de Marvel dans Superman vs Spider-Man, publié conjointement par DC Comics et Marvel Comics, les deux traditionnels « concurrents ».
- décembre 1977 : sortie de Cerebus n° 1 (début de la saga mensuelle en 300 épisodes de Dave Sim), Aardvark-Vanaheim
- 1978 : sortie de A contract with God premier "graphic novel" de Will Eisner, lors de son retour à la bande dessinée.

## Années 1980
- septembre 1980 : sortie de Uncanny X-Men #137 ("La mort de Phoenix", par Chris Claremont et John Byrne, l'un des plus mémorable épisodes de la série, devenue la nouvelle série à succès de l'éditeur), Marvel Comics
- janvier 1981 : sortie de Daredevil #168 (premier épisode écrit par Frank Miller) et création d'Elektra, Marvel Comics
- juin 1981 : sortie de Nexus #1 (par Mike Baron et Steve Rude, l'un des comics "indépendants" les plus célébrés), Capital Comics puis First Comics puis Dark Horse Comics
- 1982 : sortie de La mort de Captain Marvel, par Jim Starlin, premier « roman graphique » (long récit complet) publié par les éditions Marvel. Le héros y meurt d'un cancer, entouré de ses amis et de ses ennemis.
- juin 1983 : sortie de Jon Sable, Freelance #1 (série d'aventures par Mike Grell), First Publishing
- octobre 1983 : sortie de American Flagg! #1 (série de science-fiction « cyberpunk » avant-gardiste par Howard Chaykin), First Publishing
- novembre 1983 : sortie de The Mighty Thor #337 (Walt Simonson reprend le scénario de Thor, jusqu'au #382), Marvel Comics
- février 1984 : sortie de Saga of the Swamp Thing #21 (Alan Moore redéfinit le personnage), DC Comics
- juin 1984 : sortie de Gobbledygook #1 (première apparition des Tortues Ninja), Mirage Comics
- août 1984 : sortie de Grimjack #1 (série de "science-fantasy" par John Ostrander et Tim Truman), First Publishing
- avril 1985 : sortie de Crisis on Infinite Earths #1 (/12) (Marv Wolfman et George Pérez reconstruisent entièrement l'univers DC), DC Comics
- juin 1985 : sortie de Saga of the Swamp Thing #37 (première apparition de John Constantine, par Alan Moore), DC Comics
- mars 1986 : sortie de Batman: Dark Knight #1 (/4) (Frank Miller revisite le mythe de Batman), DC Comics
- juin 1986 : sortie de Superman : Man of Steel #1 (/6) (John Byrne modernise l'univers de Superman), DC Comics
- juillet 1986 : sortie de Dark Horse Presents #1 (anthologie noir & blanc, première parution de Dark Horse), Dark Horse Comics
- octobre 1986 : sortie de Watchmen n° 1, (Alan Moore revisite le mythe des super-héros), DC Comics
- 1986 : sortie de Maus (première bande dessinée à gagner le Prix Pulitzer), Pantheon Books
- février 1987 : sortie de Wonder Woman #1 (nouvelle série) (George Pérez remet au goût du jour l'univers de Wonder Woman), DC Comics
- juillet 1987 : sortie de Uncle Scrooge n°219 (avec le Fils du soleil, première histoire de Picsou par Don Rosa), Gladstone Books
- janvier 1989 : sortie de Sandman #1 (scénario de Neil Gaiman), DC Comics

## Années 1990
- avril 1991 : sortie de Dark Horse Presents Fifth Anniversary Special (contenant la première partie de Sin City, le polar de Frank Miller) Dark Horse Comics
- août 1991 : sortie de X-Force #1 (par Rob Liefeld et Fabian Nicieza : avec X-Men #1 (Chris Claremont et Jim Lee) et Spider-Man #1 (Todd McFarlane), il compose la trinité des meilleurs succès de comics depuis des années) Marvel Comics
- avril 1992 : sortie de Youngblood #1 (premier comic-book de Image Comics, société indépendante fondée par Rob Liefeld, Jim Lee, Todd McFarlane, Marc Silvestri et Jim Valentino, tous transfuges de Marvel)
- 1993 : sortie du premier numéro de The ACME Novelty Library (Jimmy Corrigan) de Chris Ware, ed. Fantagraphics Books
- janvier 1993 : sortie de Superman n° 75 (mort de Superman, certainement l'événement éditorial le plus médiatisé de l'histoire des comics), DC Comics
- avril 1994 : sortie de Uncle Scrooge n°285 (avec « Le Dernier du Clan McPicsou », premier épisode de la Jeunesse de Picsou par Don Rosa, publiée dès 1992 au Danemark)
- 1996 : sortie de Frank de Jim Woodring, ed. Fantagraphics Books
- 1998 : L'éditeur CrossGen lance son catalogue, comprenant des titres tels que Mystic, Scion, Sojourn…
- 1998 : lancement du label Marvel Knights par Joe Quesada et Jimmy Palmiotti.
- fin 1998 : Jim Lee vend sa société, Wildstorm, à DC. Des séries telles que Wildcats, Authority ou Planetary, et des collections comme America's Best Comics, sont donc intégrées au giron de Warner.
- octobre 1999 : sortie de Rising Stars n°1 (première série de comics par Joe Michael Straczynski), Top Cow

## Années 2000
- 2000 : lancement de la ligne éditoriale "Ultimate" (remise au goût du jour des principales licences Marvel : Ultimate Spider-Man, Ultimate X-Men, Ultimates (les Avengers), Ultimate Fantastic Four…), Marvel
- avril 2001 : sortie de Amazing Spider-Man n°471 (première histoire de Spider-Man par Joe Michael Straczynski), Marvel
- septembre 2004 : publication de À l'ombre des tours mortes (In the Shadow of No Towers) de Art Spiegelman
- 2005 : DC lance en réponse au label "Ultimate" de Marvel, le label All-Star qui doit présenter des aventures « iconiques » des plus grands héros DC par des auteurs en vue. DC a également actualisé son logo.

## Années 2010
- 2010 : Fermeture de l'éditeur Wildstorm en décembre.
- septembre 2011 : Lancement de The New 52 par DC Comics. Toutes les séries recommencent au n°1 et les origines des héros sont réécrites.
- mai 2016 : Lancement du relaunch DC Rebirth par DC Comics.